# 城市公共社区
城市公共社区（Communauté urbaine），简称CU，是法国的一个市镇公共合作组织级别，属于第二等级，介于都会区和城市圈公共社区之间。

## 历史
由于各种历史原因，法国的“城市”行政单位统一为市镇，且一直以处于一种较为零散的状态，因此市镇公共合作组织被常认作是一种衔接于市镇和省之间的一个有效的区域性管理机构。早在1890年，法国一些地方就已自发性地出现了跨市镇合作组织，但一般仅在某个具体的部门上进行合作。1999年，《关于强化和简化市镇合作的法令》开始实施，市镇公共合作组织被具体分为三类：城市公共社区、城市公共社区和市镇公共社区，其中城市公共社区为最高级，而此前的“地区”这一类别也被划入城市公共社区当中。2010年12月17日颁布的《法国公共社区改革方案》新设立了都会区，城市公共社区随后成为了第二等级。

## 条件
根据2014年出台的《公共地区实施和城市公共社区确认法案》和2015年出台的《法兰西共和国区域新组织法》（简称NOTRe法），城市公共社区的设立标准为境内常住人口数量超过25万人。事实上，此前设立的城市公共社区并未完全按照这一标准，例如阿朗松城市公共社区的人口数量只有不到6万。

## 现状
截止2019年7月，法国共有26个城市公共社区。

## 职能
城市公共社区须在区域范围内行使以下职能：
- 区域经济、社会、文化发展和管理
- 区域整治
- 房屋管理
- 街区管理（例如创建街区自治制度）
- 公共服务管理
- 环境保护

除此之外，城市公共社区还可以根据自身情况行使一些特定的职能。